# Sistema archivoltato
Il sistema archivoltato è un elemento basilare della storia dell'architettura, un'evoluzione del sistema architravato.
Si compone di due piedritti e di un arco formato da blocchi tronco-piramidali detti conci, di cui il più importante è il concio in chiave (o chiave di volta), che chiude superiormente l'arco. 
Se caricato centralmente da una forza F, l'arco scarica a terra, per forza di gravità, parte del peso attraverso i conci esterni ai terzi medi.
I conci compresi nei rispettivi terzi medi (cioè compresi in un angolo di 30° a partire dal piano di imposta) trasferiscono quindi una quota del peso (sempre minore alla sua metà) nel pilastro e poi alla base del punto di fondazione. 
Perché il sistema sia equilibrato, la terra deve opporre perlomeno una forza uguale e contraria.